# Amuru
Amuru  este un oraș  în  Uganda. Este reședinta  districtului Amuru.